# Luka Modrić
Luka Modrić (* 9. září 1985 Zadar) je chorvatský profesionální fotbalista, který hraje na pozici středního záložníka za italský klub AC Milán a za chorvatský národní tým, kde plní roli kapitána.
V roce 2007 byl vyhlášen nejlepším hráčem první chorvatské ligy. Devětkrát vyhrál anketu pro nejlepšího chorvatského fotbalistu. Modrić je stříbrným medailistou z Mistrovství světa 2018 a bronzovým medailistou z  Mistrovství světa 2022. Právě v roce 2018 poprvé po deseti letech sesadil z nadvlády Cristiana Ronalda a Lionela Messiho v anketách Zlatý míč (potažmo Zlatý míč FIFA) a Nejlepší fotbalista FIFA.
Ve stejném roce také obdržel ocenění UEFA fotbalista roku.
Přítomen byl u šesti triumfů Realu Madrid v evropské Lize mistrů UEFA v letech 2014, 2016, 2017, 2018, 2022 a 2024 je prvním Chorvatem, kterému se tento šestinásobný úspěch zdařil.

## Klubová kariéra

### Dinamo Záhřeb
Do Dinama Záhřeb zamířil v 16 letech. Mezi dospělými prozatím nenastoupil, Dinamo jej poslalo na hostování do klubu Zrinjski Mostar hrající nejvyšší bosenskou Premijer ligu. Strávil tu jedinou sezónu (2003/04) a v 17 letech byl vyhlášen jejím nejlepším hráčem. V následující sezóně (2004/05) hostoval v první chorvatské lize, v klubu Inter Zaprešić, se kterým obsadil druhé místo v ligové tabulce. V tomto období začal být pravidelně povoláván do reprezentace do 21 let.
V roce 2005 Modrić podepsal svůj první dlouhodobý kontrakt s Dinamem Záhřeb. V ligové sezóně 2005/06 odehrál 31 zápasů, vstřelil 7 gólů a pomohl týmu vyhrát ligu. Sehrál se s útočníkem Eduardem da Silvou, kterému připravil řadu gólů nejen v klubu, ale i reprezentaci.
V sezóně 2006/07 Dinamo opět vyhrálo ligu a oproti sezóně předešlé i národní pohár. Na začátku sezóny 2007/08 se stal kapitánem a byl u postupu do skupiny Poháru UEFA. Dinamo v závěrečném předkole narazilo na Ajax, se kterým doma prohrálo 0:1. Ačkoliv do Amsterdamu tým odcestoval již bez opor předchozích let Eduarda a Vedrana Ćorluky, vyhrál 3:2 v prodloužení a postoupil. Modrić v prvním poločase vstřelil gól z penalty na 1:0. Ligový ročník Dinamo svůj domácí „double“ obhájilo. V Dinamu měl bilanci během čtyř sezón: 31 gólů a 29 asistencí, produktivní byl zejména v sezóně 2007/08. V roce 2008 podepsal smlouvu s anglickým klubem Tottenham Hotspur.

### Tottenham Hotspur

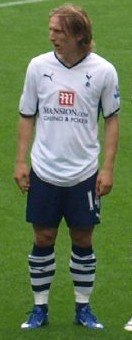
Modrić v Tottenhamu (2008)

Dne 26. dubna 2008 Modrić souhlasil s přestupem do anglického klubu Tottenham Hotspur. 30. července Modrić vstřelil svůj první gól za klub v zápasu proti Leyton Orient FC, Tottenham vyhrál 5:1.
Další zápas významný jak pro Modriće, ale i pro celý klub, byl až 21. března 2009, kdy hrál Tottenham proti Chelsea. Modrić tehdy byl jediný, kdo dal gól a zápas tedy skončil za stavu 1:0 pro Tottenham. Jeho první gól v Premier League padl do branky Newcastle United.
29. srpna 2009 během utkání Tottenhamu a Birmingham City byl Luka poraněn na lýtku a zápas již nedokončil (jeho tým nakonec zápas vyhrál 2:1). Následující den bylo potvrzeno, že Modrić si zlomil nohu. Přestože se očekávalo, že se do hry vrátí již za šest týdnů, čekání se protáhlo až do 28. prosince, kdy se vrátil na zápas proti West Ham United FC. 
Dne 30. května 2010 Modrić získal novou šestiletou smlouvu, která prodloužila jeho působení v klubu až do roku 2016. Modrić po dohodě oznámil: „Tottenham Hotspur mi dal šanci v Premier League, a já s nimi chci dosáhnout velkého úspěchu.“
Během zápasu Tottenhamu proti West Bromwich Albion (11. září 2010) utrpěl Modrić zranění. Tehdy panovaly obavy, protože v případě, že by si již podruhé zlomil nohu, mohl mít trvalé následky, které by omezovaly jeho fyzický výkon. Při rentgenu se ale ukázalo, že se o zlomeninu nejedná.
V létě 2011 měla o Modriće zájem Chelsea. Luka Modrić vstřelil svůj poslední gól za Tottenham 2. května v zápase Boltonu, kde jeho tým vyhrál 4:1. V závěru srpna 2012 učinil Real Madrid Tottenhamu nabídku 30 milionů liber za Modriće, tu klub i hráč přijali.

### Real Madrid

#### Sezóna 2012/13
Dne 27. srpna 2012 byl oznámen jeho přestup do Realu Madrid, ve španělském klubu měl působit dalších pět let. Premiéru si odbyl již dva dny nato v odvetě španělského superpoháru s Barcelonou, když v 83. minutě vystřídal Mesuta Özila. Real Madrid doma vyhrál 2:1 a navzdory předešlé venkovní porážce 2:3 získal trofej díky pravidlu venkovních gólů. První zápas Ligy mistrů ve dresu Realu si zahrál 18. září a byl to shodně první zápas madridského klubu v evropských pohárech v sezóně. Ačkoliv v základní sestavě proti Manchesteru City dostal přednost Michael Essien, byl Modrić vyslán v průběhu zápasu, bylo totiž potřeba dohnat výsledkové manko. Vzdor soupeřově vedení zvítězil doma Real Madrid 3:2. Dne 3. listopadu dal Modrić za tento klub svůj první gól; vstřelil ho v poslední minutě ligového zápasu s Realem Zaragoza. Dne 4. prosince odehrál závěrečný skupinový duel Ligy mistrů proti Ajaxu, před nímž měl Real osmifinálovou účast již jistou a i bez některých opor vyhrál 4:1. Pro Modriće šlo o jeden z nejlepších podzimních zápasů, když si připsal asistence na první dva góly. V průběhu prosince byl čtenáři španělského sportovního deníku Marca zvolen nejhorší posilou La Ligy za rok 2012.
Ve své první sezóně pod trenérem José Mourinhem se naplno neprosadil, jednak kvůli konkurenci a jednak kvůli absenci letní přípravy, kterou zmeškal a jen se před přestupem individuálně připravoval v Londýně.

#### Sezóna 2013/14
S příchodem manažera Carla Ancelottiho se stal Modrić jedním z nejčastěji hrajících v týmu – italský trenér měl tendenci využívat tvořivé hráče v hloubi pole, jako předtím Marca Verrattiho v Paris Saint-Germain a Andreu Pirla v AC Milán. Jeho důležitost umocnilo také vyřazení Xabiho Alonsa kvůli zranění a odchod Mesuta Özila. V prosinci se gólově prosadil proti Kodani v závěrečném šestém skupinovém klání Ligy mistrů, šlo o jeho pátý gól ve dresu „Bílého baletu“. Ve tříčlenné záloze s navrátivším se Xabim Alonsem a Ángelem Di Maríou bojoval o titul nejen s Barcelonou, ale nově též Atléticem Madrid, jimž Real Madrid ovšem oběma na podzim podlehl. Zkraje jara měl více než 90% úspěšnost přihrávek v zápasech španělské ligy a více přihrávek na soupeřově půli než jeho spoluhráči. Jeho výkony a význam pro tým vyzdvihl i někdejší sportovní ředitel klubu Predrag Mijatović.
Ve 24. kole na hřišti Getafe 16. února zpečetil vítězství 3:0 další ranou z před vápna. V cestě za 10. triumfem v nejprestižnější evropské klubové soutěži zdolal Real Madrid 2. dubna Borussii Dortmund 3:0 – na třetí gól nahrával Modrić pronikajícímu Ronaldovi. Navzdory venkovní porážce 0:2 se Real dopravil do semifinále. Dne 16. dubna sehrál Modrić finále španělského poháru s Barcelonou, ve kterém trefil brankovou konstrukci. Madridské mužstvo v závěru vyhrálo 2:1. V semifinálové odvetě Ligy mistrů s Bayernem Mnichov, která byla Modrićovým 100. zápasem za klub, asistoval u prvního Ramosově gólu při venkovní výhře 4:0 (celkem 5:0), díky čemuž si španělský klub zahrál finále Ligy mistrů poprvé od roku 2002. Obě semifinálová klání zakončil v ideální jedenáctce kola. Ve finále, jehož dějištěm byl 24. května 2014 lisabonský stadion Estádio da Luz, se vůbec prvně střetly kluby z jednoho města. Real Madrid porazil Atlétiko Madrid 4:1 v prodloužení a získal podesáté evropskou prestižní trofej označovanou la Décima. Experti z řad UEFA jej později poprvé jmenovali do nejlepší sestavy sezóny Ligy mistrů čítající celkem 18 fotbalistů. Mimo to byly oceněny i jeho ligové výkony, když v říjnu obdržel ocenění pro nejlepšího záložníka španělské La Ligy.

#### Sezóna 2014/15

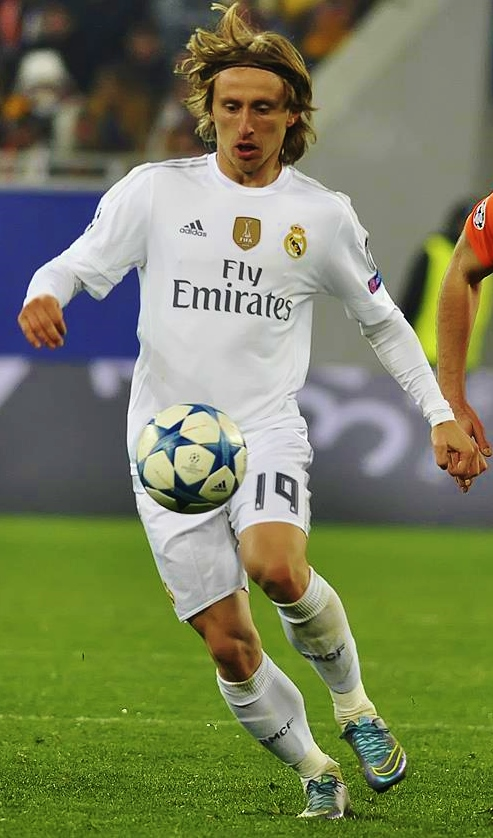
Modrić v Realu Madrid (2015)

V srpnu se Realu upsal do roku 2018.
Odchod středopolaře Xabiho Alonsa a příchod Toniho Kroose dal za vznik nové záložní dvojice Modrić–Kroos, která se stala jednou z nejlepších na světě.
Nastoupil v zápase Superpoháru UEFA proti Seville a pomohl vyhrát 2:0.
V témže měsíci si zahrál ve dvojzápase o španělský superpohár s Atlétikem. Zatímco první zápas dopadl remízou 1:1, druhý ovládli domácí fotbalisté Atlética a vyhráli 1:0. Modrić nedohrál, v nastavení obdržel druhou žlutou kartu po faulu na Cristiana Rodrígueze.
Modrić se spoluhráči odstartoval vítěznou sérii zápasů napříč La Ligou a Ligou mistrů, která po výhře 4:0 nad Granadou čítala 11 zápasů.
V listopadu 2014 v mezinárodním zápase proti Itálii utrpěl zranění stehna, kvůli kterému pak déle než tři měsíce zůstal mimo hru.
Vítězná série skončila ve 22. zápase právě v době Modrićovi absence.
Dne 11. ledna byl poprvé zařazen do výběru FIFA – FIFPro World XI – nejlepší jedenáctky za předchozí rok.
V polovině března se proti Levante konal jeho návrat na hřiště, tento a i další zápas s Barcelonou nastoupil od začátku a zaznamenal pokaždé nejvíce přihrávek z hráčů na hřišti, druhý zápas ovšem Real Madrid 1:2 prohrál.
V dubnu si při výhře 3:1 nad Málagou poranil vazy v pravém koleni a chyběl v závěru sezóny, což se později spolu s předchozí absencí hodnotilo jako značná ztráta pro tým a jeden z důvodů neúspěšné sezóny.

#### Sezóna 2015/16
Nový trenér Realu Rafael Benítez Modriće využíval v roli tvůrce ve středu pole stejně jako jeho předchůdce Carlo Ancelotti.
V říjnu si přivodil zranění, vynechal ale pouze ligový zápas proti Levante.
V listopadu byl u porážky 0:4 s Barcelonou, následně se gólově podílel na výhře 4:3 nad Šachtarem ve skupině Ligy mistrů.
V lednu 2016 vyjádřil Modrić podporu novému trenérovi Zinédinu Zidanovi, jehož premiéra skončila ligovým vítězstvím 5:0 proti Deportivu La Coruña.
Modrić se ujal „dirigentské“ role v hloubi pole ve tříčlenné záloze v rozestavení 4–3–3 nadále po boku Toniho Kroose a zaskvěl se i v dalším ligovém zápase se Sportingem Gijón, který s Realem prohrál 1:5 a ve kterém měl Modrić 95% úspěšnost přihrávek.
Ve 23. kole proti Granadě 7. února zachránil gólem venkovní výhru 2:1.
Ve 34. kole proti Villarrealu 20. dubna na domácím stadionu zpečetil gólem výhru 3:0, čímž se tým udržel na dosah vedoucí dvojici Aléticu a Barceloně.
Závěrečná výhra 2:0 na půdě Deportiva La Coruña 14. května ovšem na titul nestačila, získala ho obhajující Barcelona.
Finálová repríza v Lize mistrů mezi Realem Madrid a Atléticem Madrid 28. května skončila opět triumfem Realu, který po remíze 1:1 a následném prodloužení uspěl v penaltovém rozstřelu 5:3.
Pete Jenson z anglického Daily Mail ohodnotil Modrićův výkon známkou 8 z 10, druhou nejlepší známkou mezi hráči Realu po Garethu Baleovi. Jenson vyzdvihl preciznost jeho přihrávek a rychlý pohyb.
Na webu Football Espana byl jeho výkon ohodnocen známkou 6 z 10, jako důvod byl zmíněn tlak Atlétika ve druhém poločase, v němž Modrić nebyl tolik dominantní.
Začátkem června byl fotbalovými fanoušky webu LaLiga.es vybrán do elitní jedenáctky španělské La Ligy.
Již v průběhu května byl vybrán do elitní jedenáctky stejné soutěže podle UEFA.

#### Sezóna 2016/17
Evropský superpohárový zápas se Sevillou 9. srpna 2016 začal na lavičce, v průběhu ale vystřídal Isca a byl proto u výhry 3:2 v prodloužení.
Ve třetím kole La Ligy 10. září jedním gólem podpořil výhru 5:2 proti Osasuně.
V říjnu se dohodl na nové smlouvě, která měla platnost do června 2020.
Zranění levého kolena v zářijovém zápase s Espanyolem mu odepřelo start v osmi říjnových zápasech. Na hřiště se vrátil 6. listopadu v duelu 11. kola s Leganésem, ve kterém odehrál poslední půlhodinu a přispěl k domácí výhře 3:0.
V dalším kole byl důležitou postavou proti Atléticu Madrid, na jehož půdě Real Madrid vyhrál 3:0.
V zápase El Clásica 3. prosince na Camp Nou ve středu pole dominoval a v 90. minutě přímým kopem nalezl Sergia Ramose, který srovnal na konečných 1:1. Real tímto udržel ligovou neporazitelnost od začátku sezóny.
Zahrál si rovněž na prosincovém Mistrovství světa klubů FIFA, na němž pomohl 15. prosince přehrát mexickou CF Américu, aby se 18. prosince objevil ve finále proti japonské Kašimě Antlers. Jeho střelecký pokus sice soupeřův brankář Hitoši Sogahata vyrazil, následně ale odražený míč dopravil do sítě Karim Benzema.
Real Madrid vyhrál 4:2. Modrić byl po turnaji oceněn Stříbrným míčem pro druhého nejlepšího hráče turnaje po Cristianu Ronaldovi, nejen za jeho semifinálový výkon, když se stal proti CF América mužem zápasu.
V lednu se objevil mezi 11 hráči ve vyhlášeném Týmu roku podle UEFA za rok 2016 jako první fotbalista z Chorvatska.
Při březnové výhře 2:1 nad Betisem odehrál 200. soutěžní zápas ve dresu „Bílého baletu“.
Na hřišti Málagy v posledním 38. kole 21. května 2017 postačoval Realu jediný bod k zisku titulu. Výhra 2:0 zajistila první titul od roku 2012.
Ve finále Ligy mistrů UEFA v Cardiffu se Modrić se spoluhráči postavil Juventusu. Jeho centr na Ronalda vedl ke gólu, Real Madrid vyhrál 4:1 a stal se prvním obhájcem prvenství v této soutěži.
V srpnu byl vyhlášen nejlepším záložníkem sezóny Ligy mistrů, již předtím byl v 18-členné nejlepší sestavě sezóny stejné soutěže.

#### Sezóna 2017/18

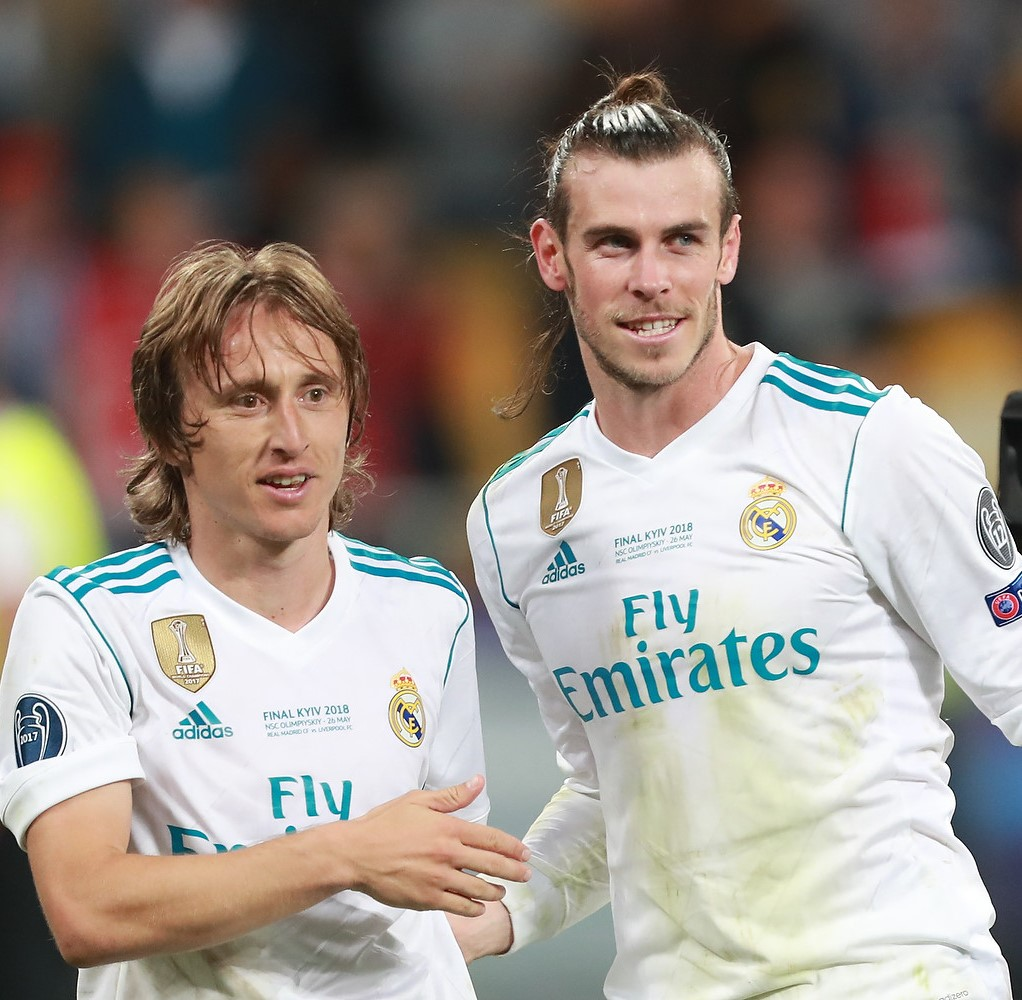
Luka Modrić (vlevo) a Gareth Bale (vpravo) ve finále Ligy mistrů proti Liverpoolu (květen 2018)

Odchod Jamese Rodrígueze uvolnil pro Modriće dres s číslem 10, chorvatský záložník do té doby nosil číslo 19.
V rámci Superpoháru UEFA nastoupil 8. srpna 2017 v základní sestavě proti Manchesteru United, pomohl vyhrát 2:1 a získat tuto trofej potřetí za čtyři roky.
Real Madrid se potřetí za sebou dostal do finále Ligy mistrů UEFA. Proti Liverpoolu působivý výkon, pomohl vyhrát 3:1 a byl vyzdvižen expertem BT Sport Stevenem Gerrardem, bývalým fotbalistou Liverpoolu. Ligu mistrů tak Modrić vyhrál již počtvrté.

#### Sezóna 2018/19
Po Mistrovství světa 2018 v Rusku se Modrić 8. srpna vrátil do mužstva Realu jako poslední hráč ze všech a setkal se s novým trenérem Julenem Lopeteguim. Ten se v prvních zápasech sezóny 2018/19 rozhodl v základní sestavě uplatnit vedle Kroose a Casemira Isca na místo Modriće.
V polovině srpna byl nasazen v 57. minutě zápasu Superpoháru UEFA s Atléticem, ve kterém Real Madrid městskému rivalovi podlehl 2:4 v prodloužení.
Ve třetím kole La Ligy 1. září byl proti Leganésu již v základní sestavě, odehrál 62 minut, než byl střídán Iscem, a připsal si asistenci na gól Benzemy, Real Madrid doma vyhrál 4:1.
První skupinový zápas v Lize mistrů 19. září proti AS Řím podal podle deníku Marca vynikající výkon a připsal si jednu asistenci při výhře 3:0.
Odehrál tímto svůj 100. zápas v evropských pohárech pořádaných organizací UEFA.
Ve 33. kole La Ligy dne 21. dubna 2019 si Modrić zahrál 300. soutěžní zápas ve dresu Realu proti Athleticu.
Jednou gólovou asistencí pomohl vyhrát v domácím zápase 3:0.
Přestože tým nedosáhl na jedinou trofej a sezóna byla neúspěšná, byli hráči Realu vybráni do elitní sestavy FIFPro World XI, a to včetně Modriće.

#### Sezóna 2019/20
Kvůli zranění Modrić vynechal první skupinový zářijový zápas v Lize mistrů a nebyl tak přítomen u venkovní prohry 0:3 s Paris Saint-Germain.
V šestém (venkovním) zápase skupiny proti Bruggám 11. prosince vstřelil gól a pomohl vyhrát 3:1. Real Madrid postoupil z druhého místa do osmifinále.
Proti Realu Sociedad 23. listopadu ve španělské lize (14. kolo) se blýskl gólem a dvěma asistencemi a byl tak strůjcem domácí výhry 3:1.
Stý kariérní gól vstřelil 8. ledna 2020 Valencii v semifinále Španělského superpoháru Supercopa de España, jeho pátý gól v sezóně navýšil skóre na konečných 3:1.
Ve finále 12. ledna proti Atléticu byl u výhry 4:1 v penaltovém rozstřelu, čímž Real získal domácí superpohárovou trofej poprvé od roku 2017.
O titulu bylo rozhodnuto v zápase proti Villarrealu 16. července 2020 (37. kolo). V něm Modrić asistoval gólu Karima Benzemy, svou sedmou asistencí v ligové sezóně. Real Madrid po výhře 2:1 získal titul španělského mistra.

#### Sezóna 2020/21
Ačkoli v září oslavil 35. narozeniny, zůstával zásadním hráčem Realu i chorvatské reprezentace, platnost jeho smlouvy měla ovšem skončit na konci sezóny.
Modrić vstřelil 21. října gól v úvodním skupinovém zápase Ligy mistrů proti Šachtaru Doněck, ale Real doma prohrál 2:3 a navázal na předchozí domácí ligovou prohru s Cádizem, a to před derby s Barcelonou.
Proti Barceloně 24. října venku nastoupil ke 350. zápasu za Real a gólem pomohl vyhrát 3:1.
Začátkem prosince byl klíčovým mužem u výher nad Sevillou v La Lize a Borussií Mönchengladbach v Lize mistrů, proti níž si Real zajistil postup do osmifinále.
Koncem prosince navzdory nahuštěnému programu dvakrát skóroval – proti Eibaru pomohl gólem k výhře 3:1 a proti Elche zajistil remízu 1:1.
Celých 90 minut odehrál v obou duelech osmifinále Ligy mistrů s Atalantou. V prvním venkovním zápase 24. února podpořil asistencí na gól Ferlanda Mendyho výhru 1:0. V zápase dominoval, zaznamenal tři střely a vytvořil čtyři šance.
V domácí odvetě 16. března se stal hráčem zápasu podle UEFA, přihrávkou dopomohl gólu Karima Benzemy a pomohl vyhrát 3:1 a postoupit.
Proti Liverpoolu ve čtvrtfinále 6. dubna pomohl k domácí výhře 3:1 asistencí na gól Viníciuse.
O osm dní později byl u venkovní postupové bezgólové remízy.
Semifinálový střet s Chelsea ale skončil pro Real vyřazením.
V lize bojoval Real Madrid o titul do posledního kola. V průběhu května se Modrić gólově prosadil ve 36. kole při výhře 4:1 proti Granadě a v závěrečném 38. kole proti Villarrealu při výhře 2:1. Ani otočení výsledku proti Villarrealu ale na titul nestačilo a Real skončil dva body za Atléticem.
Na konci sezóny se 25. května s klubem domluvil na prodloužení smlouvy do roku 2022.
Pár dní nato byl jmenován klubovým hráčem sezóny.

#### Sezóna 2021/22
Při čtvrté výhře Realu v El Clásicu v řadě 24. října 2021 nad Barcelonou 2:1 odehrál 400. soutěžní zápas za celek z Madridu.
16. ledna 2022 dopomohl k zisku v pořadí 12. španělského superpoháru, když otevřel skóre proti Athleticu Bilbao při výhře 2:0 svým prvním gólem v sezóně. 23. ledna prohrával Real Madrid v domácím prostředí 0:2 s Elche a byl to Modrić, který v 82. minutě z penalty snížil na 1:2. Konečnou remízu 2:2 zachránil jeho kolega, obránce Éder Militão.
Na začátku dubna 2022 odehrál celé utkání na hřišti Chelsea ve čtvrtfinále Ligy mistrů. Real Madrid měl v domácí odvetě náskok 3:1, ale anglický soupeř v Madridu vyhrával již 3:0. Modrić nastartoval po 80. minutě obrat, když nahrávkou na gól Rodryga srovnal celkové skóre. Madridské mužstvo zvládlo prodloužení a pokračovalo do semifinále. Sám chorvatský záložník byl zvolen hráčem utkání a posléze nejlepším hráčem čtvrtfinálových odvet. Dne 30. dubna nastoupil proti Espanyolu v zápase 34. kola, ve kterém si Real po výhře 4:0 zajistil 35. mistrovský titul.
Trenér Carlo Ancelotti jej 28. května 2022 nasadil do základní sestavy při finále Ligy mistrů s Liverpoolem. Modrić na hřišti strávil 90 minut, než byl střídán Danim Ceballosem a nejprestižnější evropskou trofej vybojoval popáté, čímž společně s Karimem Benzemou a Danim Carvajalem dorovnali rekord stanovený Cristianem Ronaldem v počtu prvenství v novodobé éře této soutěže.
Pobyt ve Španělsku si následně ještě protáhl, poté co bylo 8. června oznámeno prodloužení smlouvy o další rok.

## Reprezentační kariéra

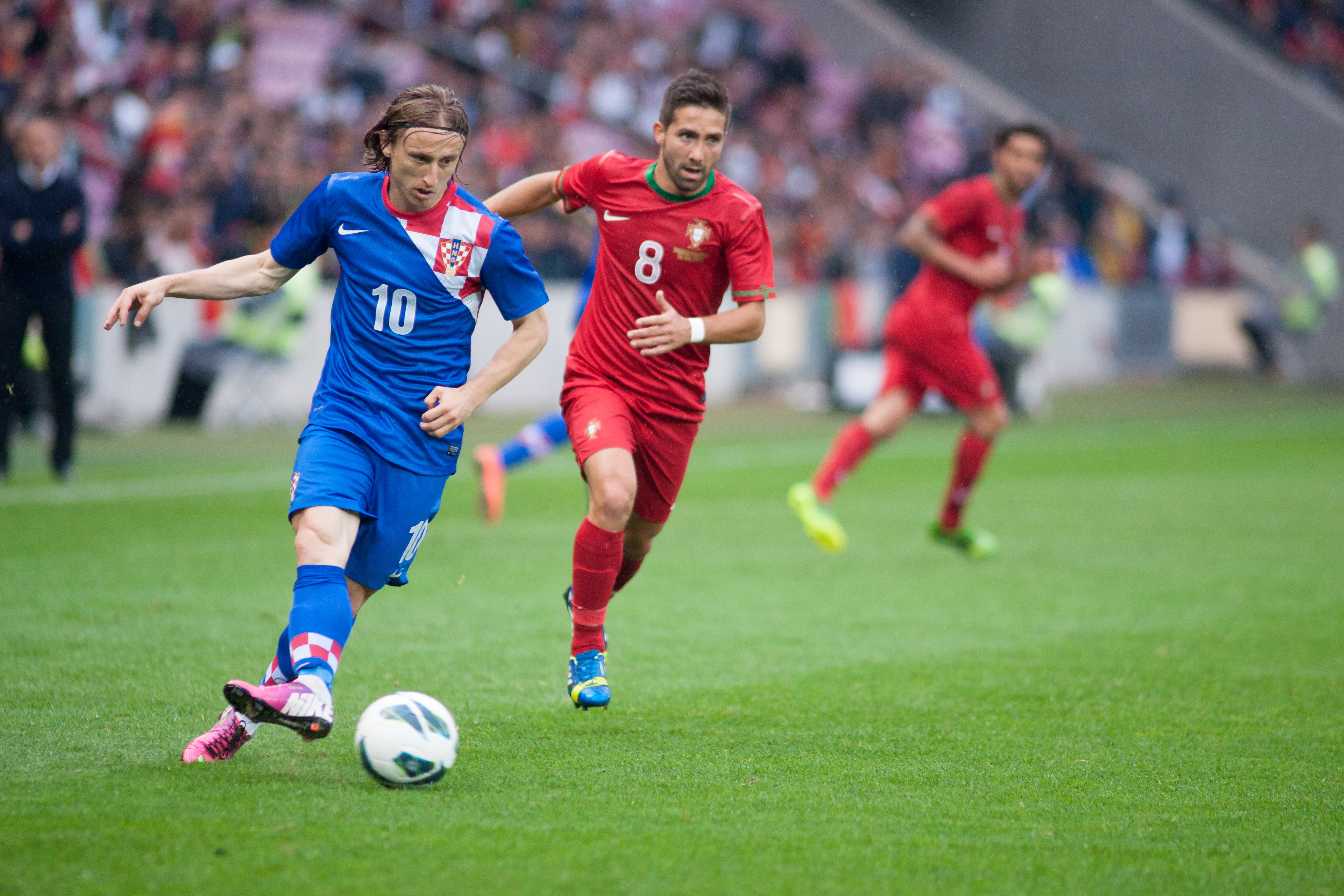
Luka Modrić (vlevo) v reprezentaci

Modrić nastupoval v chorvatských mládežnických reprezentacích. Svými výkony na sebe upozornil ve výběru hráčů do 21 let, se kterým v listopadu 2005 v baráži se Srbskem a Černou Horou neúspěšně zápasil o účast na Mistrovství Evropy do 21 let.
V A-mužstvu Chorvatska debutoval 1. března 2006 v přátelském zápase ve švýcarské Basileji proti reprezentaci Argentiny (výhra 3:2). Modrić se prezentoval působivým výkonem, za který jej chorvatská média chválila.
Trenér Zlatko Kranjčar jej vměstnal na soupisku pro Mistrovství světa 2006 v Německu. Úvodní prohře 0:1 s turnajovým favoritem Brazílií 13. června přihlížel z lavičky náhradníků, ovšem do ostatních dvou skupinových zápasů 18. června s Japonskem a 22. června s Austrálií zasáhl jako střídající hráč. Chorvatsko ze skupiny po jedné prohře a dvou remízách nepostoupilo.
První reprezentační sraz po světovém šampionátu a první pod novým trenérem Slavenem Bilićem se konal před přátelským zápasem s Itálií, úřadujícími mistry světa. Proti té vstřelil Modrić 16. srpna svůj první gól a pomohl vyhrát 2:0, zatímco Itálie prohrála po 25 zápasech. Trvale se usadil v základní sestavě v kvalifikaci na Euro 2008, při níž zaznamenal gól v zápase s Andorrou (výhra 7:0). Nastoupil v obou zápasech proti Anglii, kterou Chorvatsko nejprve doma porazilo 2:0 a později vyhrálo 3:2 na její půdě. Chorvatsko ovládlo kvalifikační skupinu „E“ před Ruskem a zabránilo účasti Anglie. Země do Modriće vkládala velké naděje, dostal přezdívku „chorvatský Cruijff“.

### Mistrovství Evropy 2008
Na turnaji čelilo Chorvatsko v prvním zápase Rakousku, jednomu z pořadatelů. Zápas hraný 8. června 2008 dopadl vítězstvím Chorvatska 1:0, vítězný gól vstřelil ve čtvrté minutě z penalty Modrić po faulu na Oliće. Ve věku 22 let a 273 dní se stal nejmladším chorvatským střelcem gólu na evropském mistrovství. Jím kopnutá penalta byla nejrychleji odpískanou penaltou v historii turnaje. Na BBC Sport byl vyhodnocen jako muž zápasu. Proti Německu 12. června se stal mužem zápasu podle UEFA. Chorvatsko zaskočilo jednoho z favoritů turnaje výhrou 2:1, kterou mohl Modrić ještě navýšit, jeho protiútoku ale zabránil soupeřův obránce Christoph Metzelder. Ve třetím skupinovém zápase s Polskem 16. června nehrál, národní tým navzdory jistému postupu vyhrál 1:0 i třetí zápas skupiny „B“.
Ve čtvrtfinále s Tureckem 20. června, ve kterém se prodlužovalo, využil špatného vyběhnutí brankáře Rüştüho Reçbera a nacentroval na gól svého spoluhráče Ivana Klasniće, Turecko se ovšem vzmohlo na vyrovnání. V penaltovém rozstřelu uspěli hráči Turecka 3:1, naopak Modrić byl jedním z těch, co svoji penaltu neproměnili. Později jej UEFA zařadila do nejlepšího týmu turnaje jako druhého chorvatského reprezentanta v historii evropského mistrovství. Před ním se to zdařilo Davoru Šukerovi.

### Mistrovství Evropy 2012
S koncem kariéry Nika Kovače vzrostl Modrićův význam v záloze národního mužstva, které se na Mistrovství Evropy pořádané Polskem a Ukrajinou vpravilo přes baráž. Nechyběl v základní sestavě úvodního turnajového zápasu s Itálií, v němž se 14. června zrodila remíza 1:1. Hru Chorvatů organizoval rovněž ve vyhraném zápase proti Irsku, ve kterém se 10. června zrodil výsledek 3:1. Ve třetím skupinovém zápase 18. června předvedl působivý výkon proti Španělsku, které se ocitlo na pokraji vyřazení. Modrić ve středu pole obstál proti hráčům soupeře jako byli Xavi nebo Andrés Iniesta. Obzvlášť ve druhém poločase byl chorvatský tým blízko vstřelení kýženého gólu, v jednom takovém případě po centru Modriće na Ivana Rakitiće. Španělsko dalo v závěru jediný gól zápasu a na úkor Chorvatska postoupilo ze skupiny, aby později turnaj vyhrálo.
Britský The Daily Telegraph jej zahrnul do nejlepší „předsemifinálové“ jedenáctky Eura.

### Mistrovství Evropy 2016
Ve dne svých 29. narozenin při výhře 2:0 v září 2014 vstřelil gól Maltě střelou z dvaceti metrů. Při třetí kvalifikační výhře ze tří zápasů proměnil penaltu proti Ázerbájdžánu. V zápase v Ázerbájdžánu poprvé navlékl kapitánskou pásku, zápas skončil remízou.
Chorvatsko se kvalifikovalo na závěrečný turnaj a v prvním zápase 12. června narazilo na Turecko. Modrićův gól z voleje z 25 metrů zařídil výhru 1:0 a sám hráč byl zvolen mužem zápasu. Před ním žádný chorvatský fotbalista neskóroval na dvou různých evropských turnajích. O pět dní později přišlo Chorvatsko proti Česku o výhru v závěrečných 20 minutách, zrodila se nakonec remíza 2.2. Klíčové střetnutí se Španělskem kvůli zranění z druhého poločasu předešlého zápasu vynechal. V osmifinále s pozdějším vítězem Portugalskem 25. června již nastoupil, ale zápas, jemuž vévodila defenzíva obou týmů, skončil prohrou 0:1 v prodloužení.

### Mistrovství světa 2018
Na Mistrovství světa 2018 v Rusku tvořil Modrić jednu z nejlepších záložních řad turnaje spolu s Ivanem Rakitićem, dalším členem chorvatské „zlaté generace“.
Modrić byl u prvního gólu prvního zápasu skupiny „D“ s Nigérií, jeho rohový kop vedl k vlastnímu gólu soupeře. Ve druhém poločase zápas rozhodl proměněnou penaltou a Chorvatsko tak vyhrálo 2:0. Poprvé tak vyhrálo úvodní zápas Mistrovství světa a Modrić se stal nejlepším hráčem zápasu.
Ve druhém zápase skóroval proti Argentině, na soupeřově polovině hřiště vyslal 30 přihrávek a výkonem, za který si znovu vysloužil označení za nejlepšího hráče zápasu, pomohl vyhrát 3:0. Chorvatsku druhá výhra zaručila účast v osmifinále.
Ve třetím zápase proti Islandu odehrál 65 minut. Podle The Daily Telegraph, ESPN a FourFourTwo byl nejlepším hráčem skupinové části.
Osmifinále s Dánskem 1. července skončilo po 90 minutách stavem 1:1, zápas se tedy prodlužoval. Ve druhé polovině prodloužení vyslal Modrić přihrávkou Ante Rebiće do gólové příležitosti, ten byl však nedovoleně zastaven a byl to Modrić, kdo se ujmul pokutového kopu. Penaltu ovšem neproměnil a zápas tak rozhodoval penaltový rozstřel. V něm Chorvatsko uspělo 3:2, Modrić svoji už druhou penaltu proměnil.
Vynikající zápas odehrál 7. července proti domácímu Rusku, do statistik si připsal čtyři klíčové přihrávky a v prodloužení asistoval gólu Domagoje Vidy. Soupeř dokázal vyrovnat na 2:2 a i ve čtvrtfinále museli Chorvaté absolvovat penaltový rozstřel. Podruhé uspěli, tentokráte výsledkem 4:3. Modrić v rozstřelu svoji penaltu proměnil.
Svůj standard předvedl i proti Anglii v semifinále 11. července, v němž pomohl vyhrát 2:1 v prodloužení.
Ve finále hraném 15. července nezabránil prohře 2:4 s Francií, přesto se zisk stříbrné medaile stal největším úspěchem Chorvatska na Mistrovství světa.
Po zápase obdržel Zlatý míč pro nejlepšího hráče mistrovství.

### Liga národů 2018/19 a kvalifikace
Po Mistrovství světa odehrál 11. září zápas se Španělskem, ve kterém chorvatský tým prohrál 0:6. Premiérový ročník Ligy národů UEFA zahájili Chorvaté porážkou.
Ve tříčlenné skupině se utkali i s Anglií, ve čtyřech zápasech ale nevyhráli a skončili poslední, třetí.
V zápase kvalifikace na Mistrovství světa 2022 27. března 2021 překonal v počtu reprezentačních zápasů dosavadního rekordmana Darija Srnu a ve svém 134. zápase pomohl vyhrát 1:0 nad reprezentací Kypru.

### Mistrovství Evropy 2020
Trenér reprezentace Zlatko Dalić jej 17. května 2021 nominoval na kvůli pandemii covidu-19 odložené Mistrovství Evropy 2021.
Ve druhém skupinovém zápase proti Česku byl na konci zvolen hráčem zápasu, který skončil 1:1. Vzhledem k úvodní porážce 0:1 s Anglií tak Chorvatsko muselo vyhrát závěrečný zápas se Skotskem. Modrić byl 22. června základním kamenem úspěchu proti Skotsku, když ve druhém poločase za stavu 1:1 poslal Chorvatsko do vedení a později z rohového kopu nacentroval na třetí gól Perišiće. Jeho gól se posléze vměstnal do nominace na nejhezčí gól turnaje, ale nakonec nevyhrál. Modrić se ovšem stal nejstarším chorvatským autorem gólu na Euru. Proti Španělsku v osmifinále 28. června vzdoroval ještě v prodloužení, než byl po 114 minutách střídán. Jeho spoluhráči dovedli zápas k penaltovému rozstřelu, ve kterém svému soupeři podlehli 3:5.

### Liga národů 2022/23
V rámci třetího ročníku Ligy národů UEFA nastoupil 6. června 2022 v chorvatském dresu proti Francii. Zápas, který skončil remízou 1:1, byl jeho 150. zápasem v reprezentaci a tohoto milníku dosáhl jako osmý Evropan a jako jeden ze 34 hráčů na světě. Další střetnutí s Francií rozhodl 13. června proměněnou penaltou, Chorvatsko vyhrálo 1:0.

### Mistrovství světa 2022
V listopadu a prosinci roku 2022 se představil počtvrté na Mistrovství světa, které toho roku uspořádal Katar. Trenér Dalić Modriće postavil do tříčlenné zálohy, ve které hrál po boku Matea Kovačiće a Marcela Brozoviće. V nezáživném úvodním utkání skupiny dne 23. listopadu proti Maroku gól nepadl a zrodila se tak remíza. Modrić byl vyhlášen hráčem utkání podle FIFA a stal se nejstarším chorvatským hráčem na mistrovství světa, když překonal Dražena Ladiće reprezentujícího Chorvatsko na světovém mistrovství v roce 1998. Čtyři dny nato otočilo Chorvatsko zápas s Kanadou a vyhrálo 4:1, čímž svého soupeře vyřadilo. Nejlepším hráčem utkání zvoleným experty FIFA se stal rovněž 1. prosince proti Belgii. Bezgólová remíza Chorvatsku k postupu stačila, jejich soupeři – bronzovému medailistovi z roku 2018 – již ne. Modrić dovedl tým znovu do semifinále přes dva penaltové rozstřely. V osmifinále proti Japonsku 5. prosince byl již během rozstřelu na lavičce, neboť jej v prodloužení střídal Lovro Majer. Ve čtvrtfinále proti Brazílii 9. prosince odehrál všech 120 minut a v rozstřelu penaltu proměnil. Dorovnal tak počin Itala Roberta Baggia, který se podobně jako Modrić třikrát prosadil v penaltovém rozstřelu na mistrovství světa.

## Hráčský profil
Modrić je tvořivý záložník s herním přehledem schopný diktovat tempo. Jeho univerzálnost se projevila při angažmá v Tottenhamu, kde jej trenéři nasazovali jako tvůrce ve středu pole, následně se však ocitl na kraji zálohy. Posléze se znovu vrátil do středu a exceloval.
Vyniká v přihrávkách prostých, kolmých i průnikových a driblinku, dokáže zahrozit střelou z dálky.
Je platný jak ve hře bez balónu, tak ve hře s balónem i díky hbitosti.
Další doménou je inteligentní pohyb.
Jinými přednostmi jsou soustředěnost a hra pod tlakem a obranné zákroky,
byť obvykle nechodí do skluzů.
Ač umí hrát oběma nohama, preferuje pravou.
Jeho slabinou je drobnější postava, kvůli které může mít potíže proti fyzicky disponovanému protihráči.
Modrić je týmový hráč platný při útoku i obraně schopný zahrát ve tříčlenné a též dvoučlenné záloze.
Navzdory pozici nejzataženějšího ze záložníků je díky rychlé přihrávce schopen posílat balón do a ve útočné třetině hřiště. Exceluje tedy v předfinálních přihrávkách.
Ve středu pole se spoléhá na své čtení hry.
Podle Jonathana Wilsona je Modrić třetím typem zataženého záložníka (anglicky holding midfielder), jehož úkolem není vyloženě tvořit ani bortit soupeřovu hru a obě tyto stránky hry má vyvážené.
Takový záložník vyváží balón směrem dopředu, podle Wilsona je Modrić herně podobný tomu, co italský fotbal označuje za registu.

## Úspěchy a ocenění
Aktuální k 16. květnu 2022

### Klubové
Dinamo Záhřeb
- vítěz chorvatské ligy – 2005/06, 2006/07, 2007/08[5]
- vítěz chorvatského národního poháru – 2006/07, 2007/08[5]
- vítěz chorvatského superpoháru – 2006[zdroj?]

Real Madrid
- vítěz španělské ligy Primery División (La Liga) – 2016/17, 2019/20, 2021/22[5]
- vítěz španělského poháru Copa del Rey – 2013/14[5]
- vítěz španělského superpoháru Supercopa de España – 2012, 2017,[5] 2019/20,[84] 2021/22[104]
- vítěz Ligy mistrů UEFA – 2013/14, 2015/16, 2016/17, 2017/18, 2021/22,[5] 2023/24
- vítěz Superpoháru UEFA – 2014, 2016, 2017, 2022[5]
- vítěz Mistrovství světa klubů FIFA – 2014,[zdroj?] 2016, 2017, 2018, 2022[5]

### Reprezentační
- 2. místo na Mistrovství světa 2018 – stříbrná medaile[5]
- 3.místo na Mistrovství světa ve fotbale 2022 - bronzová medaile

### Individuální
- Hráč roku bosenské Premijer ligy – 2003[7]
- Chorvatská fotbalová naděje roku – 2004[7]
- Hráč roku 1. chorvatské ligy – 2007
- Fotbalista roku chorvatské ligy podle Tportal – 2007
- Chorvatský fotbalista roku (9×): 2007, 2008, 2011, 2014, 2016, 2017, 2018, 2019, 2020[1]
- Nejlepší sestava sezóny Ligy mistrů UEFA (5×): 2013/14,[28] 2015/16,[167] 2016/17,[68] 2017/18,[168] 2020/21[169]
- Tým roku podle UEFA: 2016,[170] 2017,[171] 2018[172]
- Nejlepší záložník sezóny La Ligy: 2013/14[29]
- Nejlepší záložník sezóny Ligy mistrů UEFA: 2016/17,[67] 2017/18
- Nejlepší jedenáctka La Ligy podle fanoušků: 2015/16[53]
- Nejlepší jedenáctka La Ligy podle UEFA: 2015/16[54]
- Světová jedenáctka FIFA FIFPro (5×) – 2015,[38][173] 2016,[174] 2017,[175] 2018,[176] 2019[79][177]
- Nejlepší hráč Mistrovství světa: 2018[145]
- Fotbalista roku UEFA: 2018[4]
- Nejlepší fotbalista FIFA: 2018[3]
- Zlatý míč (Ballon d'or): 2018[2][pozn. 2]
- Hráč sezóny v Realu Madrid: 2020/21[102]

## Osobní život
Luka se narodil 9. září 1985 ve městě Zadar v tehdejší Jugoslávii. Vyrůstal v malé vesnici Modrići poblíž Zadaru, v Zatonu Obrovački. Narodil se jako nejstarší z dětí Stipeho Modriće a Radojky Modrićové, velkou roli v jeho životě měl také jeho děda Luka Modrić starší, po němž byl mladý Luka pojmenován. Jeho dětství se odehrávalo za chorvatské války za nezávislost, což se odráželo i na jeho štěstí; v roce 1991, když se válka stupňovala, byla jeho rodina nucena uprchnout z vesnice. Jeho otec se připojil k chorvatské armádě. Mladý Modrić se tak stal uprchlíkem a společně se svou matkou musel bydlet v hotelu v Zadaru. Modrić sám uvádí, že si v té době válku moc neuvědomoval, měl mnoho přátel a matka se snažila nedávat najevo obavy. V té době začal navštěvovat základní školu a jeho otec ho zapsal do místní sportovní akademie, přestože mnoho peněz neměli. V roce 2002 podepsal smlouvu s Dinamem Záhřeb, tehdy mu bylo 16 let.
Modrić se po čtyřletém chození oženil s Vanjou Bosnic v květnu roku 2010 v chorvatském hlavním městě Záhřebu. Jeho svědek byl tehdejší spoluhráč Vedran Ćorluka. O měsíc později, 6. června 2010, se Lukovi a Vanje narodil syn Ivano. 25. dubna 2013 se jim narodila i dcera Ema a za čtyři roky k nim přibyla 2. října 2017 druhá dcera Sofia.